# Eva Vives
Eva Vives (Madrid, 9 de enero de 1976) es una guionista, directora y productora española. Vives Dirigió All About Nina, su ópera prima, en 2017.

## Educación y primeros años
Vives nació en Madrid y se crio en Barcelona, donde vivió hasta los 18 años, cuando se mudó a la ciudad de Nueva York en 1994 para estudiar en la Tisch School of the Arts. de la Universidad de Nueva York.  

## Carrera como cineasta
En el 2000, Eva Vives ganó el Premio al Mejor Corto en el Sundance Film Festival y en el Festival de cine de Cannes por la película Five Feet High and Rising como directora de casting, montadora y productora.
Vives coescribió en 2002 la película Raising Victor Vargas, qué  estuvo nominada para un Independent Spirit Award por Best First Screenplay y para un Humanitas Prize. En algún momento alrededor de 2002, Vives dirigió el cortometraje Me, Myself & I. En algún momento de 2008  dirigió, coescribió, y produjo el cortometraje She Pedals Fast (For a Girl).
Escribió y dirigió el cortometraje Join the Club, protagonizado por Ari Graynor (cuya premiere fue en 2016 en el Festival de Cine de Sundance). Es la primera escritora y directora mujer que asiste al Festival de Cine de Sundance con una película y participa en el Sundance Screenwriters' lab así como en the Directors' lab and Skywalker Sound and Music, todo en el mismo año.
Vives también ha colaborado/ trabajado en varios otros proyectos en estos años que incluyen Chrome & Paint  (que fue renombrado como Laugh Now, Cry Later), una película que coescribió con Ice Cube. Esto estaba producido por Disney, donde Vives fue aceptada al Programa de la asociación de escritores de Disney, donde ella fue una de las cuatro escritoras en el Programa desde 2010 a 2012.
Dirige All About Nina, su primer largometraje, en 2017 protagonizado por Mary Elizabeth Winstead y Common.
Sus proyectos más recientes son una película de venganza feminista, Y la otra es una historia del mundo teatral a lo All About Eve que Vives describe como más actoral, como afirma en una de sus entrevistas más recientes sobre All About Nina.
En 2018, Vives recibió el Premio al  Mejor Director LatinX de NALIP. En 2019  fue una de las beneficiarias de la Beca Sundance Momentum.

## Vida social
En Nueva York, al comienzo de la carrera de Vives, fue donde pudo hacer conexiones a través de su relación con un cómico; esto le abrió la puerta para crear una red con varios otros cómicos en ese momento. Ella aprovechó esto para incorporar su conocimiento y experiencias con estos cómicos en All About Nina'.
En los años más recientes, Vives encuentra su círculo para residir en Los Ángeles desde su participación en la escritura de Víctor Vargas; todavía trabaja y colabora con el elenco, que tiene su sede en Los Ángeles..

## Vida personal
Eva Vives está casada con Peter Sollett. Los dos tienen un hijo nacido en 2013, actualmente viven juntos en Los Ángeles.
Algunos de los temas observados en All About Nina se inspiraron en el abuso que Vives sufrió a manos de su padre, durante ocho años, cuando era una niña. Sobre este hecho Vives declaró: “La liberación ya ocurrió; por eso pude escribir sobre eso, porque no tuve que crear demasiado. Ella es similar a cómo era yo cuando tenía veinte años”. “Fue más empoderador escribir en el sentido de que realmente ya no pienso en mi padre. Como también dice Nina en la película, él se suicidó hace años, por lo que ya no formaba parte de mi vida. Para mí, tal vez sea liberador lo suficientemente pronto... Veremos qué pasa cuando salga. Fue empoderador tener al menos algo que decir sobre cómo conté la historia, porque durante tanto tiempo él me definió, lo que me hizo o cómo era él, cómo yo tenía que vivir”.”

## Filmografía

### Película
| Año  | Título                       | Director | Escritor | Productor | Notas                                         |
| ---- | ---------------------------- | -------- | -------- | --------- | --------------------------------------------- |
| 2000 | Five Feet High and Rising    | No       | No       | Sí        | Cortometraje, directora de casting, Montadora |
| 2002 | Raising Victor Vargas        | No       | Sí       | No        | Coescritora                                   |
| 2007 | Me, Myself & I               | Sí       | No       | No        | Cortometraje                                  |
| 2008 | She Pedals Fast (For a Girl) | Sí       | Sí       | Sí        | Cortometraje, Coescritor                      |
| 2017 | Join the Club                | Sí       | Sí       | Sí        | Cortometraje                                  |
| 2018 | All About Nina               | Sí       | Sí       | Sí        | Largometraje                                  |

### Televisión
| Año  | Título        | Nota(s)                                    |
| ---- | ------------- | ------------------------------------------ |
| 2019 | The Affair    | Episodio dirigido: "505"                   |
| 2020 | Party of Five | Dirigido 2 episodios                       |
| 2021 | Good Girls    | Episodio dirigido #45: "Put It all on Two" |

|2022
| The Handmaid's Tale
|Episodio dirigido #5
|}
|2022
| The Handmaid's Tale
|Episodio dirigido #6
|}

## Premios y nominaciones
| Año         | Premio                   | Categoría              | Trabajo                | Resultado | Referencia |
| ----------- | ------------------------ | ---------------------- | ---------------------- | --------- | ---------- |
| 2003 & 2004 | Independent Spirit Award | Best First Screenplay  | 'Raising Victor Vargas | Nominada  | [ 7 ]      |
| 2003 & 2004 | Humanitas Prize          | Sundance Feature Film  | 'Raising Victor Vargas | Nominada  |            |
| 2018        | Tribeca Film Festival    | Best Narrative Feature | All About Nina         | Nominada  | [ 19 ]     |